# Natalla Szynkarowa
Natalla Szynkarowa (biał. Наталля Шынкарова; ur. 15 maja 1989) – białoruska zapaśniczka walcząca w stylu wolnym. Zajęła ósme miejsce na mistrzostwach świata w 2008. Dziewiąta na mistrzostwach Europy w 2009. Siódma w Pucharze Świata w 2009. Brązowa medalistka MŚ juniorów w 2008 roku.